# John Callen

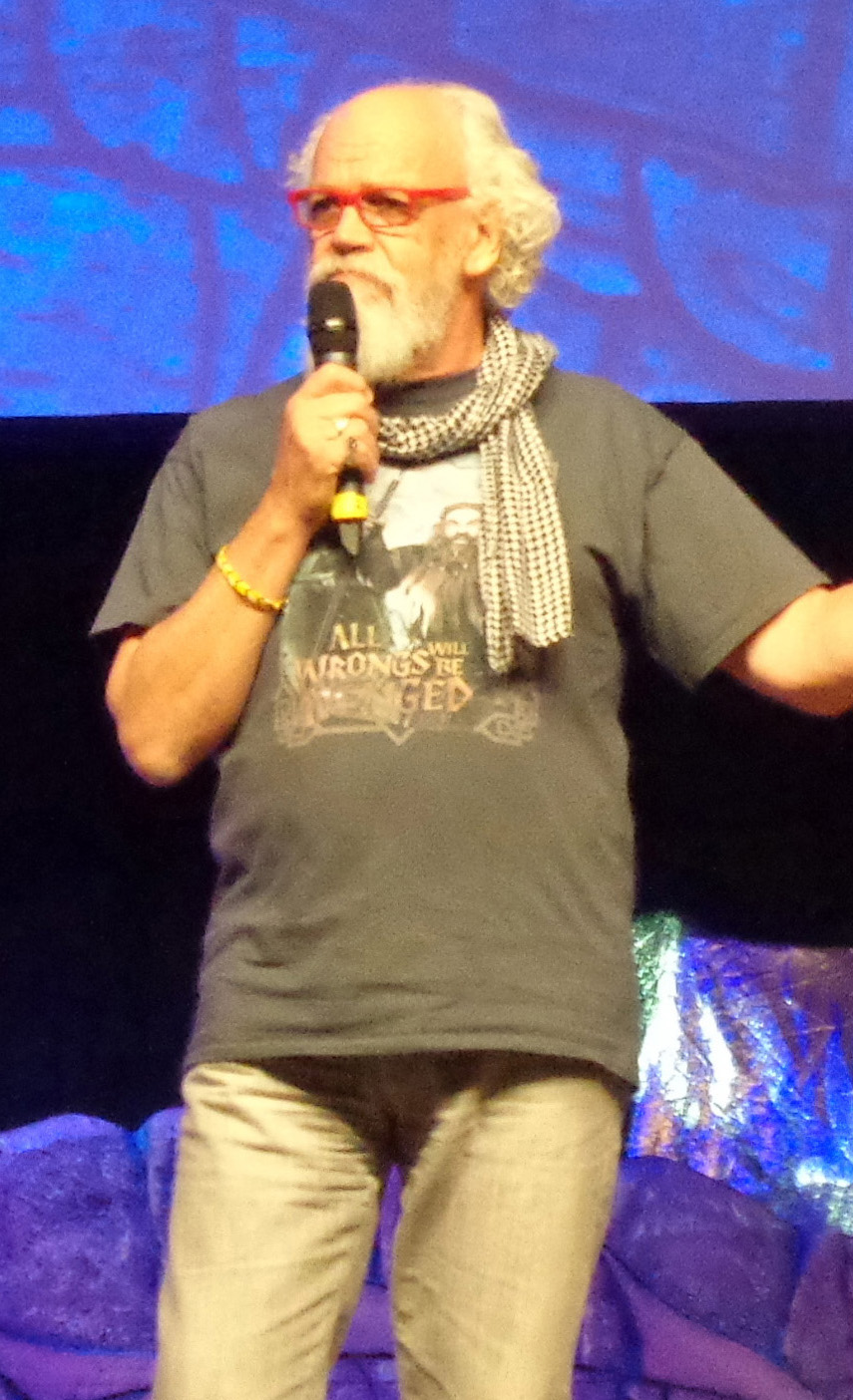
John Callen am 6. April 2015 auf der Hobbitcon-III-Convention in Bonn

John Callen (* 4. November 1946 in London) ist ein britisch-neuseeländischer Schauspieler, Synchronsprecher und Regisseur, der durch seine Rolle des Óin in der Hobbit-Trilogie international bekannt wurde.

## Leben
Callen wurde in London geboren und besuchte das Gymnasium in Blackheath. Im Alter von 16 Jahren zog er mit seiner Familie nach Neuseeland. Er arbeitete bei einem Radiosender und hatte so Kontakte zu Synchronisation. Er sprach Hörbücher und arbeitete nebenbei als Journalist. Später spielte er in Theatern und schrieb auch Kritik zu Bühnenspielen. Neben Synchronisationsarbeiten kommentierte er auch Dokumentationen.
Neben seinen schauspielerischen Aufgaben fungierte Callen auch als Regisseur. So inszenierte er mehrere Folgen der Serie The Tribe. Daneben sah man ihn vor allem in kleinere Rollen im neuseeländischen Fernsehserien. Nach diversen Sprechrollen, wie in Star Wars, stand er auch in größeren Produktionen vor der Kamera. Anschlag auf die Rainbow Warrior war seine erste größere Rolle, es folgten Filme wie Love Birds – Ente gut, alles gut!. Den internationalen Durchbruch schaffte er, als er in der Filmtrilogie Der Hobbit den Zwerg Óin spielte.

## Filmografie

### Schauspieler
- 1981: Die Bilder der Brüder Burton
- 1986: Seekers
- 1988: Send a Gorilla
- 1989: Worzel Gummidge Down Under (Fernsehserie, Folge Them Thar Hills)
- 1993: Anschlag auf die Rainbow Warrior
- 1997: Amazon High
- 2006: Treasure Island Kids: The Battle of Treasure Island
- 2006: Treasure Island Kids: The Monster of Treasure Island
- 2006: Treasure Island Kids: The Mystery of Treasure Island
- 2007: The Man Who Lost His Head
- 2011: Love Birds – Ente gut, alles gut! (Love Birds)
- 2012: Der Hobbit: Eine unerwartete Reise (The Hobbit – An Unexpected Journey)
- 2013: Der Hobbit: Smaugs Einöde (The Hobbit: The Desolation of Smaug)
- 2014: Der Hobbit: Die Schlacht der Fünf Heere (The Hobbit: The Battle of the Five Armies)
- 2015: Syrenia

### Synchronsprecher
- 2004: Star Wars: Knights of the Old Republic II – The Sith Lords
- 2006: Power Rangers Mystic Force
- 2008: Power Rangers Jungle Fury